# Štefan Maixner
Štefan Maixner (Bratislava, 14 aprile 1968) è un ex calciatore slovacco, di ruolo attaccante.

## Carriera

### Nazionale
Ha collezionato tre presenze con la propria Nazionale.